# Эськов, Евгений Иванович
Евгений Иванович Эськов (23 февраля 1949, Толстово, Калининградская область — 25 июля 1992, Липецк) — советский и российский футболист и футбольный тренер.

## Биография
Родился 23 февраля 1949 года в посёлке Толстово Калининградской области СССР. Воспитанник футбольной школы «Эртиль» Воронеж. В 1967 году перешёл в воронежский «Труд». Сумма трансфера составила 330 рублей. С 1967 по 1968 год провёл несколько матчей за воронежский «Труд», в 1969 году перешёл в липецкий «Металлург». В 1972 году проходил просмотр в московском «Спартаке», но принял решение остаться в Липецке.
За липецкую команду провёл 10 сезонов — с 1969 по 1974 и с 1976 по 1979 год, сезон 1975 провёл без футбола, вместе со всей командой находясь в дисквалификации. Всего сыграл более 370 матчей, по количеству матчей заняв четвёртое место за историю существования клуба.
После окончания футбольной карьеры работал тренером в детско-юношеских футбольных школах Липецка. 25 июля 1992 года покончил жизнь самоубийством, выбросившись из окна балкона.